# ألكسندر بانتسيريف
ألكسندر بانتسيريف (بالروسية: Панцырев, Александр Сергеевич)‏ (8 ديسمبر 1993 بقازان في روسيا - ) هو لاعب كرة قدم روسي في مركز الوسط. لعب مع أمكار بيرم وFC Neftekhimik Nizhnekamsk ‏ وFC Oktan Perm ‏.

## روابط خارجية
- ألكسندر بانتسيريف على موقع قاعدة بيانات كرة القدم.إي يو (الإنجليزية)
- ألكسندر بانتسيريف على موقع Soccerway.com (الإنجليزية)